# Surrounded
Pistes de Images and Words
Take the Time
(3) Metropolis Part 1: The Miracle and the Sleeper
(5)
Surrounded est la quatrième chanson de l'album Images and Words du groupe de metal progressif Dream Theater. La chanson parle d'illumination spirituelle, mais pendant la tournée de l'album, a été dédiée au joueur de tennis Arthur Ashe. C'est également une des neuf chansons dont les paroles ont été écrites par Kevin Moore.

## Apparitions
1. Images And Words (Album) (1992)
2. Live At The Marquee (Album Live) (1993)
3. Images and Words: Live in Tokyo (VHS Live) (1994)
4. Live in Tokyo / 5 Years in a LIVEtime (DVD Live) (2004)
5. Chaos In Motion 2007-2008 (DVD Live) (2008)
6. Live at Luna Park (Album Live) (2013)

## Faits Divers
- La chanson a été jouée à tous les spectacles de la tournée d'Images And Words.
- Surrounded est toujours considérée comme l'une des plus belles œuvres de Kevin Moore avec Dream Theater, autant au niveau lyrique que musical.
- Une nouvelle version de cette chanson a été écrite par Dream Theater en 2007, elle contient une intro au memotron, de nombreux solos en plus que la version originale (dont des parties des solos de Mother de Pink Floyd et de Sugar Mice de Marillion). Cette version d'une quinzaine de minutes a été jouée de nombreuses fois lors des dernières tournées du groupe et apparait sur le DVD Chaos In Motion 2007/2008.

## Personnel
- James LaBrie - chant
- Kevin Moore - claviers
- John Myung - basse
- John Petrucci - guitare
- Mike Portnoy - batterie